# Иван Славов (драматург)
Вижте пояснителната страница за други личности с името Иван Славов.
Иван Кирчев Славов (1951 – 2009) е български драматург.

## Биография
Иван Славов е роден на 23 юли 1951 г. в гр. Харманли, България.
Завършва българска филология в СУ „Климент Охридски“, София.
Работи като драматург в театри из цяла България:
- Драматичен театър „Апостол Карамитев“, Димитровград;
- Драматичен театър „Стефан Киров“, Сливен;
- Драматичен театър „Сава Огнянов“, Русе;
- Държавен сатиричен театър „Алеко Константинов“, София.

Директор на ДТ „Стефан Киров“ в Сливен през сезоните 1991 – 1992 и 1992 – 1993 в един от най-силните му периоди, когато в театъра поставят режисьори като Елена Цикова („Лудият и монахинята“ на Станислав Виткевич – Виткаци), Иван Добчев („Дулсинея Тобоска“ на Ал. Володин), Асен Шопов („Чудо“ на Иван Радоев), а своя дебют прави Галин Стоев („Госпожица Юлия“ от Аугуст Стриндберг и „Илюзията“ на Пиер Корней).
От 1997 г. Иван Славов е драматург в Драматичен театър „Адриана Будевска“, Бургас. Сред организаторите е на международния театрален фестивал „На брега“ в Бургас.
Като член на УС на Гражданско сдружение ГЕРБ в Бургас Иван Славов изявява силна гражданска позиция по ред проблеми с регионално и национално значение.
Оглавява дарителска кампания, инициирана от гражданско сдружение ГЕРБ и под патронажа на църковното настоятелство за изграждането на православен комплекс „Св. Николай Чудотворец“ в жк. Меден рудник, Бургас:
„Аз се надявам да завършим това велико дело, докато сме живи. Искам бургазлии да го приемат като свое дело, да оставим храм след себе си. Ако съм жив, когато чуя тук да забие първата камбана, ще си кажа, че не съм живял напразно. Не съм сантиментален или християнстващ интелектуалец. Дори не знам къде ще иде душата ми. Но ще съм горд от мисълта, че съм пренасял керемидите за покрива. Аз живея в Бургас 12 години и го чувствам като моя град. Ще съм горд да прекрача прага на църквата, защото първият ми спомен като дете е нелегалното ми кръщене в дома на един селски свещеник.“
Иван Славов загива при автомобилен инцидент край с. Венец, Бургаска област на 5 октомври 2009 г.